# Tossal Roig (Torrefeta i Florejacs)
El Tossal Roig és una muntanya de 532 metres que es troba entre els municipis de Vilanova de l'Aguda a la Noguera i de Torrefeta i Florejacs a la Segarra.
Al cim hi ha un vèrtex geodèsic (referència 266106001).